# Келугерень (Констанца)
Келугерень, Келугерені (рум. Călugăreni) — село у повіті Констанца в Румунії. Входить до складу комуни Пантелімон.
Село розташоване на відстані 182 км на схід від Бухареста, 58 км на північ від Констанци, 88 км на південь від Галаца.

## Населення
За даними перепису населення 2002 року у селі проживали 94 особи, усі — румуни. Усі жителі села рідною мовою назвали румунську.